# Alsophis antiguae
Alsophis antiguae је гмизавац из реда Squamata. 

## Угроженост
Ова врста је крајње угрожена и у великој опасности од изумирања.

## Распрострањење
Ареал врсте је ограничен на једну државу. 
Антигва и Барбуда су једино познато природно станиште врсте.